# Der Falschspieler mit dem Karo-Ass
Der Falschspieler mit dem Karo-Ass ist ein Gemälde des französischen Barockmalers Georges de La Tour.

## Hintergrund
Über de La Tour ist wenig bekannt, deshalb kann die Entstehungszeit des Bildes, das 1,46 × 1,06 Meter groß ist, nur geschätzt werden. Man nimmt an, dass er es um 1620 malte. Es zeigt eine „Szene aus dem Schelmenleben“: hier wird ein naiver Jüngling (rechts im Bild) bei einem Glücksspiel mit Karten um sein Geld gebracht. De La Tour muss dieses Motiv fasziniert haben, er hat das Bild nämlich gleich zweimal gemalt: Auf den ersten Blick erscheinen beide Versionen nahezu identisch, als wären sie durchgepaust. Der zentrale Unterschied besteht darin, dass der Falschspieler statt des Karo-Blatts (Version im Louvre) ein Kreuz-Blatt (Fort-Worth-Version) in den Händen hält und entsprechend ein Kreuz-Ass aus dem Gürtel zieht.

Bei genauerer Betrachtung wird jedoch deutlich, dass die Louvreversion die überlegenere Komposition darstellt. Allerdings mit zwei Ausnahmen:
- die Vorfreude des Opfers, das sich aufgrund seines guten Blattes bereits als Sieger sieht und deshalb „selbstbezogen“ die Warnzeichen der Umwelt übersieht.
- Das verhaltene Lächeln der Kurtisane im Wissen um die tatsächlichen „Machtverhältnisse“, auf das de La Tour in der Louvreversion verzichtet, um eine andere Botschaft zu betonen, die er ebenfalls in seinem Gemälde Die Wahrsagerin zum zentralen Thema macht: „Achte nicht auf Äusserlichkeiten, sondern auf die Taten – schöne Menschen können genauso Betrüger sein wie unansehnliche.“

## Das Gemälde
Das Glücksspiel war im Frankreich des 17. Jahrhunderts verboten, wurde aber stillschweigend geduldet. Noch in einem 1661 erschienenen Ratgeber für junge Adlige stand geschrieben, ein „Mann von Welt“ müsse sich schon deswegen am Glücksspiel beteiligen, weil es Eintritt in die besten Kreise verschaffe. In der Tat dürfte es sich bei dem jungen Mann im Bild um einen Sohn aus reichem, vielleicht sogar adligem Hause handeln, seine prachtvolle Kleidung und die Goldstücke, die er vor sich auf den Tisch gelegt hat, weisen ihn als solchen aus. Die „besten Kreise“ hat er sich allerdings nicht ausgesucht. Zwar verrät der dunkle Hintergrund nichts über die Örtlichkeit, es könnte ebenso gut ein Salon wie ein Bordell oder das Hinterzimmer eines Wirtshauses sein. Aber das Spiel der Blicke zeigt: Hier sitzt nicht nur ein Falschspieler, die ganze Gesellschaft hat sich gegen den Jüngling verschworen.

Die Magd, die den Wein ausschenkt, hat ihm sicherlich über die Schulter geguckt (vgl. ihr verstohlener Blick auf die Karten des Jünglings), sie beugt sich zu der am Tisch sitzenden Mitspielerin – einer Kurtisane – als wolle sie ihr etwas zuflüstern, tatsächlich aber bleiben ihre Lippen geschlossen. Sie gibt wohl ein abgesprochenes Zeichen – vielleicht dadurch, wie sie das Weinglas hält. Eine Verdeutlichung dieser Betrugstaktik liefert Kubricks Spielfilm Barry Lyndon, der den Aufstieg und Fall eines irischen Glücksritters zu Zeiten des Siebenjährigen Krieges in Europa schildert. Allerdings ließe sich der Hinweis auf dieses Betrugsmanöver noch verstärken, wenn der Maler neben dem Opfer ein mit Rotwein gefülltes Glas auf dem Tisch platziert hätte.

Dieses Signal der Magd nimmt die Kurtisane zum Anlass, eine Weisung mit der rechten Hand zu geben, woraufhin der Falschspieler zum Karo-Ass greift. Neben dem Spiel der Augen ist auch bezeichnend, wie dicht beieinander die drei Hände der Betrüger auf dem Bild angeordnet sind.
Welches Kartenspiel eigentlich gespielt wird, lässt sich nur vermuten: Poker war zu der Zeit noch nicht bekannt, ebenso wenig Siebzehn und Vier, ein Vorläufer von Black Jack. Zu dieser Zeit war in Teilen Europas und auch vor allem in Frankreich das Glücksspiel Prime (auf Französisch, im Englischen Primero) beliebt und die sichtbaren Karten beim Falschspieler könnten dazu passen. Indem dieser aus dem Bild heraus den Betrachter anblickt und sich von ihm sogar in seine Karten schauen lässt, macht er sein Publikum zum Komplizen des Betruges. Bei der Figur des Falschspielers wird vermutet, hier habe sich Georges de La Tour selbst porträtiert. Gewissheit hierüber besteht aber nicht, von dem Maler gibt es keine Porträts.

## Moderne Adaption

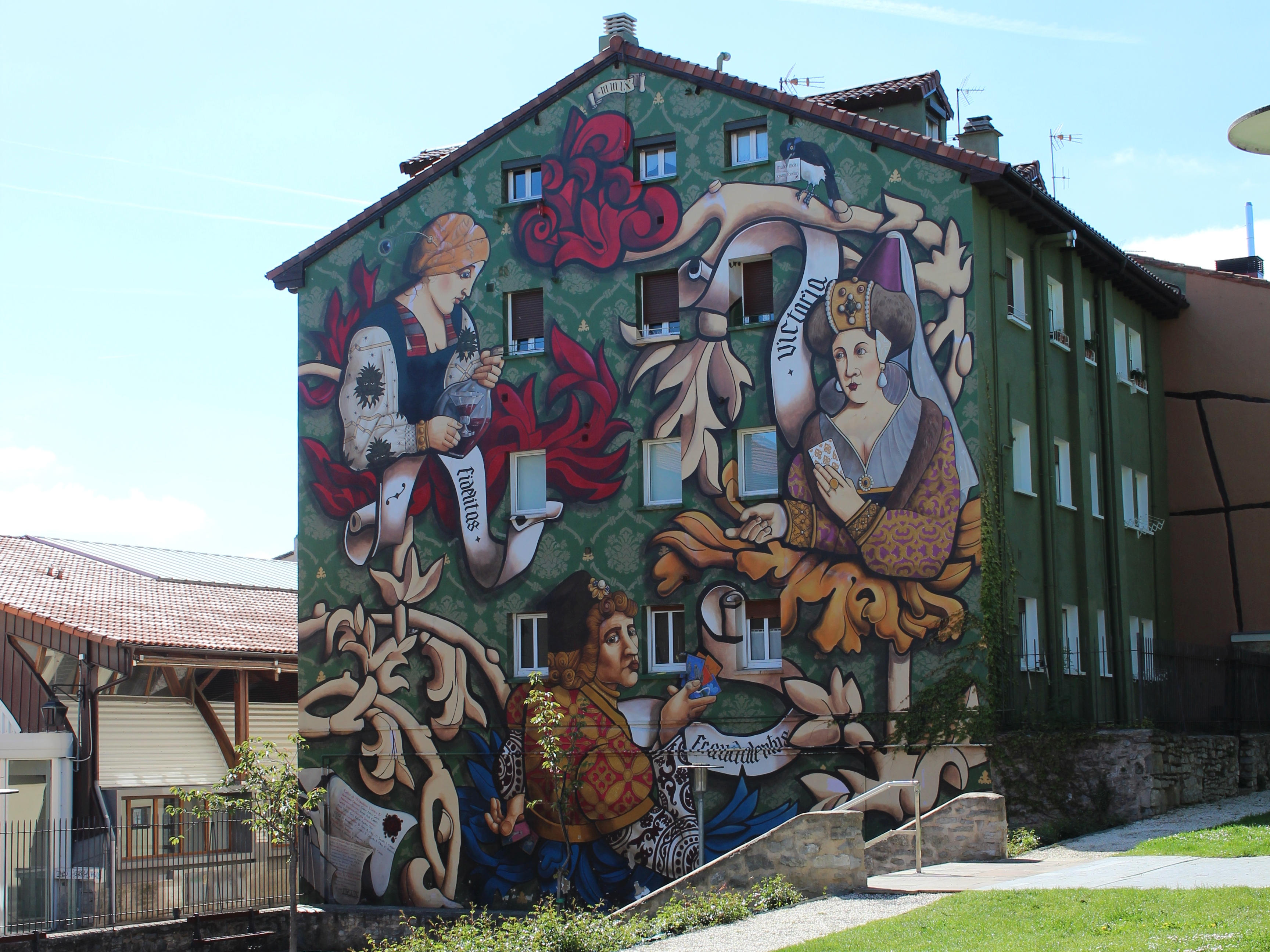
Wandbild „El Triunfo de Vitoria“ in der Altstadt von Vitoria-Gasteiz

Inspiriert von diesem Gemälde entstand im Jahr 2009 unter Leitung von Carlos Adeva (* 1974) in der Hauptstadt der spanischen Autonomen Gemeinschaft Baskenland Vitoria-Gasteiz, Calle Santa María 9, ein Wandbild. Es zeigt drei Personen, die mit Fidelitas (Treue), Victoria (steht für die Stadt Vitoria) und Fraudulentus (Betrug) beschriftet worden sind. Mit dem Titel des Wandbildes „El Triunfo de Vitoria“ wird die Hoffnung zum Ausdruck gebracht, Victoria werde, auch durch den wachsamen Blick der Fidelitas, die im Wandbild so positioniert ist, dass sie das Falschspiel bemerken kann, über Betrug und korrupte Macht triumphieren.